# 上东城历史区
上东城历史区（Upper East Side Historic District）是一个美国历史区，位于纽约市曼哈顿上东城，划定于1981年。1984年被列入国家史迹名录，其界限在2006年有所扩大。
区内有若干建筑单独列入国家史迹名录，包括格特鲁德·瓦尔多住宅和萨拉·罗斯福故居。
埃德蒙·薩弗拉犹太会堂是一座2003年的建筑，设计风格颇具艺术性，与周边的历史建筑相得益彰。